# دبیر مطبوعاتی کاخ سفید
دبیر مطبوعاتی کاخ سفید (انگلیسی: White House Press Secretary) یا سخنگوی کاخ سفید، یک مقام رسمی کاخ سفید است، که مسئولیت اولیه‌اش، ایفای نقش سخنگوی دولت ایالات متحد آمریکا، به‌ویژه با توجه به رئیس‌جمهور، مقامات ارشد اجرایی، و سیاست‌های آن است.
دبیر رسانه‌ای، مسئول گردآوری اطلاعات دربارهٔ اقدامات و روی‌دادهایی‌ست که در صلاحیت رئیس‌جمهور آمریکا قرار دارد، و واکنش‌های دولت این کشور را به تحولات جهانی صادر می‌کند. این مقام با رسانه‌ها تعامل می‌کند و، به‌صورت روزانه، معمولاً در یک نشست خبری روزانه، با رستۀ رسانه‌ای کاخ سفید در ارتباط است.
دبیر رسانه‌ای به‌حکم رئیس‌جمهور ایالات متحد منصوب می‌شود، و در برابر او پاسخ‌گوست؛ انتصاب شخصی به این مقام نیازی به توصیه و تصویب سنا ندارد، هرچند به‌دلیل نشست‌های مکرری که دبیر رسانه‌ای با رسانه‌ها برگزار می‌کند، که به‌نوبهٔ خود موجب اطلاع‌رسانی می‌شود، این سمت یک پُست برجستهٔ غیرکابینه‌ای‌ست.